# Heidi Hartmann
Heidi Hartmann est une économiste féministe, fondatrice et présidente de l'Institute for Women's Policy Research (IWPR), une organisation de recherche créée pour réfléchir aux politiques publiques dédiées aux femmes. Elle est également professeure à l'université George Washington et l'éditrice du Journal of Women, Politics & Policy.

## Biographie
Hartmann naît le 14 août 1945 de Henry Hartmann et Hedwig Hartmann, née Bercher, à Elizabeth dans le New Jersey. Elle étudie au Swarthmore College, où elle obtient une licence d'économie avec mention en 1967. La même année, elle épouse Frank Blair Cochran et donne naissance à Jessica Lee Cochran. Un an plus tard, ils divorcent.
En 1969, elle devient développeuse informatique et chercheuse pour le département d'urbanisme de New Haven, Connecticut, où elle travaillera jusqu'en 1972. Hartmann intègre ensuite l'université Yale, où elle obtient un master d'économie en 1972 et un doctorat d'économie en 1974. 
Elle déménage à New York en 1974 et y est assistante professeure d'économie à la New School for Social Research. En 1976, elle part à Washington D.C., où elle travaille deux ans en tant qu'économiste au bureau des recherches de l'U.S. Commission on Civil Rights. Elle rejoint ensuite l'académie nationale des sciences, où elle travaille pendant huit ans.
En 1979, elle épouse John Varick Wells, avec qui elle aura deux filles, Katherine Lina Hartmann Wells et Laura Cameron Hartmann Wells.
Jusqu'en 1987, elle fait partie du Bureau du recensement des États-Unis. En 1987, elle le quitte pour fonder l'Institute for Women's Policy and Research,. Elle est également éditrice du Journal of Women, Politics & Policy.

## Expertise

### Inégalités de revenus entre les genres
Hartmann estime que la part des femmes dans l'économie se divise en deux : le travail salarié et le travail domestique. Elle affirme que les femmes se placent de plus en plus sur le marché du travail salarié, mais continuent à se charger de l'essentiel du travail domestique. Elle en déduit que pour atteindre l'égalité des genres, la société doit proposer des meilleures opportunités de travail salarié et permettre aux femmes et aux hommes de mieux équilibrer leur travail salarié et leur travail domestique,.
Elle montre également que les femmes vivant généralement plus longtemps que les hommes, et étant généralement moins bien payées pendant leur carrière, elles ont tendance à plus bénéficier de la sécurité sociale que les hommes. Elle ajoute que les coupes de budget de la sécurité sociale aux États-Unis affectent donc plus les femmes âgées que les hommes. Elle se penche enfin sur le sujet des femmes ayant arrêté de travailler pour s'occuper des enfants pendant quelques mois ou années, ce qui diminue leurs économies parce que la sécurité sociale ne reconnaît pas le travail domestique comme un travail.

### Inégalités sociales entre les genres
Hartmann définit le patriarcat comme un contrôle de l'accès des femmes aux ressources et à leur sexualité. Elle affirme que le travail perpétue le contrôle du corps des femmes mis en place avant l'avènement du capitalisme moderne : les inégalités de salaire encouragent les femmes à se marier plutôt qu'à se concentrer sur leur carrière, les femmes doivent travailler au sein du ménage, et les hommes en bénéficient, à la fois avec des salaires plus élevés et une dispense de travail domestique. Elle travaille donc sur le féminisme marxiste en détail, estimant que le marxisme tend à oublier le féminisme alors qu'ils ne peuvent être séparés.

## Récompenses et distinctions
Heidi Hartmann reçoit le prix MacArthur en 1994 pour son travail sur l'économie du travail des femmes.